# 虎尾海馬
虎尾海馬為輻鰭魚綱棘背魚目海龍魚科的其中一種，被IUCN列為次級保育類動物，分布於中西太平洋區，包括越南、新加坡、馬來西亞、菲律賓等海域，棲息深度可達20公尺，體長可達18.7公分，棲息在珊瑚礁，通常成對出現，屬肉食性，以小型甲殼類為食，卵胎生，夜行性，可做為觀賞魚。